# Municipio de Brander
El municipio de Brander (en inglés: Brander Township) es un municipio ubicado en el condado de Bottineau en el estado estadounidense de Dakota del Norte. En el año 2010 tenía una población de 54 habitantes y una densidad poblacional de 0,58 personas por km².

## Geografía
El municipio de Brander se encuentra ubicado en las coordenadas 48°45′21″N 101°1′37″O / 48.75583, -101.02694. Según la Oficina del Censo de los Estados Unidos, el municipio tiene una superficie total de 93.22 km², de la cual 92,53 km² corresponden a tierra firme y (0,74 %) 0,69 km² es agua.

## Demografía
Según el censo de 2010, había 54 personas residiendo en el municipio de Brander. La densidad de población era de 0,58 hab./km². De los 54 habitantes, el municipio de Brander estaba compuesto por el 100 % blancos. Del total de la población el 0 % eran hispanos o latinos de cualquier raza.